# Cicurina hoodensis
Cicurina hoodensis là một loài nhện trong họ Dictynidae.
Loài này thuộc chi Cicurina. Cicurina hoodensis được miêu tả năm 2001 bởi Cokendolpher & Reddell.